# Parkinsonia aculeata

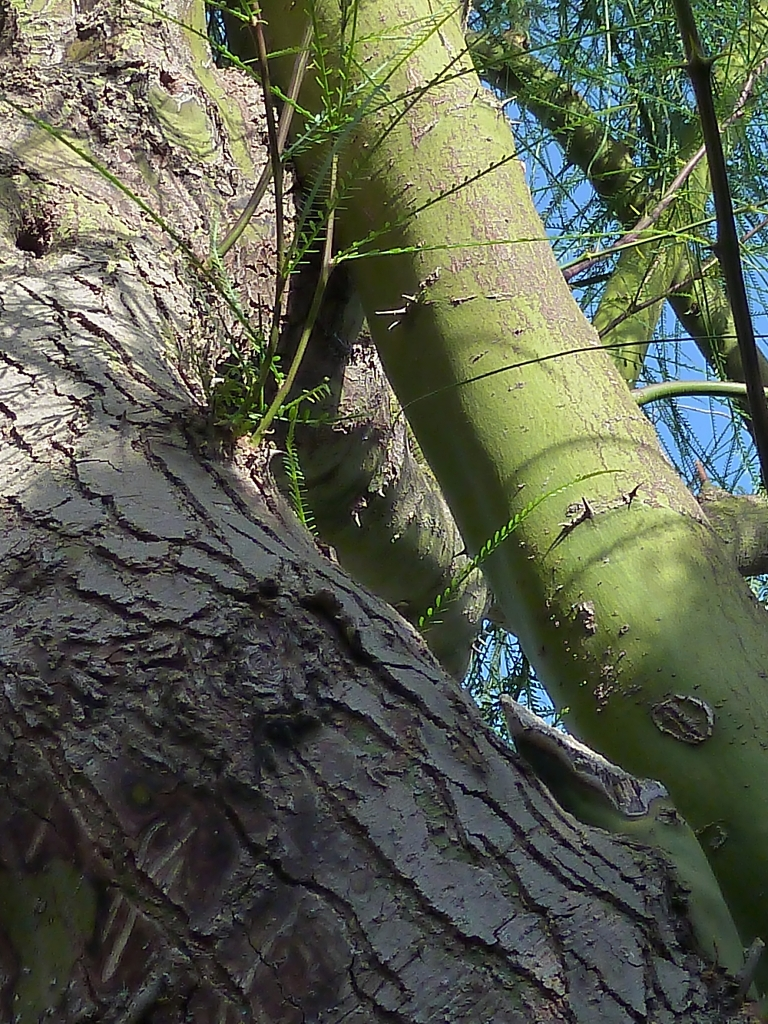
Tronco principal profundamente agrietado (a la izquierda) y ramas más jóvenes de color verde (a la derecha).

Fruto abierto y semilla.

El espinillo, cina-cina, palo verde, sauce venezolano o retama —entre otros nombres vulgares— (Parkinsonia aculeata) es un árbol de la subfamilia Caesalpinioideae de las leguminosas. Es nativo del sudoeste de Estados Unidos (oeste de Tejas y sur de Arizona), México y Sudamérica (Argentina, Uruguay, Paraguay, Bolivia, Perú, Venezuela y Ecuador [tanto la parte continental como en el archipiélago de Galápagos]). Se la cultiva ampliamente como ornamental en zonas templadas y subtropicales, pese a su elevado potencial invasor.

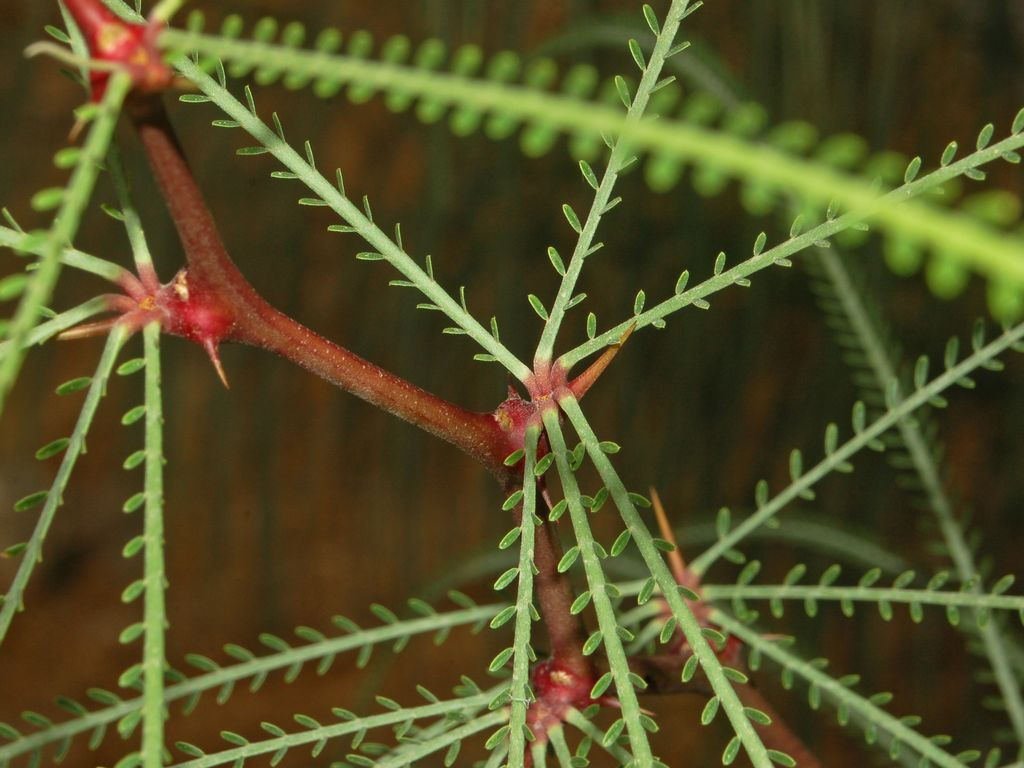
Hojas con ápice del raquis primario transformado en espina y estípulas/espinas en su base.

## Descripción
Parkinsonia aculeata es un pequeño árbol espinoso que alcanza los 10 m de altura. El tronco comienza siendo verde y luego se agrieta; las ramas nuevas y ramillas, que son zigzagueantes, con ángulo al nivel de las inserciones foliares, permanecen verdes hasta ser adultas. Las hojas son bipinnadas, con raquis muy corto, hasta el punto en que los raquis secundarios parecen estar sentados en las ramillas y la hoja es más bien palmaticompuesta; hay 1–3 pares de pinnas de raquis secundario muy largo (hasta 40 cm) y algo comprimido, con numerosas pínnulas inconspicuas opuestas o alternas, mucronadas y con cortos pecíolos insertados lateral/superiormente en el raquis; el ápice del raquis primario y las estípulas foliares se transforman en tres espinas finas pero robustas, de 7 a 12 mm de largo, de las cuales una, central, es más grande y patente-erecta, mientras que las otras dos, laterales, son algo arqueadas y están dirigidas hacia abajo. El conjunto de las ramillas, los raquis y las pínnulas está cubierto de pelos sencillos, de manera irregular y cada vez más dispersa con la edad. Los folíolos de las pinnas son caedizos; al caer estos, el raquis secundario, que persiste más tiempo, asume un papel fotosintético; después de la caída de este último, quedan en las ramas/ramillas adultas las tres espinas de la axila foliar, luego únicamente la central (correspondiente al ápice del raquis secundario), y al final ninguna de las tres; la rama conserva entonces solo la cicatriz foliar hasta que empieza a agrietarse como el tronco. Las flores son amarillas, fragantes, de unos 20 mm de diámetro, con un largo pedúnculo, y aparecen en grupos de ocho a diez. El cáliz es pentafido, algo zigomorfo, con sépalos reflejos cuando madura la flor. La flor tiene cinco pétalos libres arrugados, de uña peluda, algo desiguales, el superior más ancho y punteado de manchas de color teja y que se torna luego totalmente a este color, al igual que la faz interna de los cinco sépalos. Hay diez estambres libres, no exertos, peludos en sus bases, al igual que el pistilo. El fruto, indehiscente o tardío, parcial y unilateralmente dehiscente, bastante persistente en el árbol, es una legumbre coriácea/subleñosa de 4–10 cm de largo por 0,5 cm de anchura máxima; esta es algo arqueada, largamente estrechada/apiculada en ambos extremos, fina, irregular y longitudinalmente surcada, con claras constricciones inter-semillas, y se vuelve de color pardo al madurar. Las semillas son poco numerosas, de una a tres (aunque en la legumbre incipiente se llega a más de diez, que luego abortan). Son lisas, de forma oblonga-cuadrangular, más o menos comprimidas, y de color castaño o verduzco con manchas pardas longitudinales irregulares.

## Problemas de invasión
P. aculeata es una especie invasora en Australia, África tropical, Hawái, y otras islas del océano Pacífico. 
Fue introducida en Australia como especie ornamental y para dar sombra en el año 1900. Con el tiempo se convirtió en una maleza importante, distribuida especialmente en la parte occidental, el norte y Queensland, en un área de aproximadamente 8000 km². Tiene el potencial de expandirse aún más en áreas tropicales semiáridas a subhúmedas de Australia. Forma densísimos matorrales, inaccesibles para el ganado y para la fauna salvaje. Los frutos flotan, y llegan a grandes distancias cuando se producen inundaciones.
Se están usando distintos métodos de control para reducir el tamaño de las poblaciones de esta especie en Australia. Entre ellos, el control biológico a través de insectos (tres especies de insectos se introdujeron a Australia con ese fin: los "escarabajos de la parkinsonia", Penthobruchus germaini y Mimosetes ulkei, cuyas larvas se alimentan de las semillas de parkinsonia, y el "gusano de la hoja de parkinsonia", Rhinacloa callicrates, que destruye tejidos fotosintéticos de la maleza). El fuego es otro método de control y es efectivo para plantas jóvenes; la remoción mecánica y los herbicidas también se están utilizando.

## Ecología
Parkinsonia aculeata ha sido reportada como planta hospedera de las mariposas Cyanophrys miserabilis, Eurema albula.

## Taxonomía
Parkinsonia aculeata fue descrita por Carlos Linneo y publicado en Species Plantarum 1: 375. 1753.
Sinonimia
- Parkinsonia thornberi M.E.Jones[7][8]

Etimología
Parkinsonia: nombre genérico otorgado en honor del botánico inglés John Parkinson (1567–1650).
aculeata: epíteto latíno que significa "con espinas o aguijones".

## Nombre común
- Castellano: palo verde mexicano, cina, cina-cina, palo de rayo, espinillo, espina de Jerusalén, bacaporo, huacaporo, parkinsonia, retama, retaima, azote de Cristo, lluvia de oro.[11][12][13]

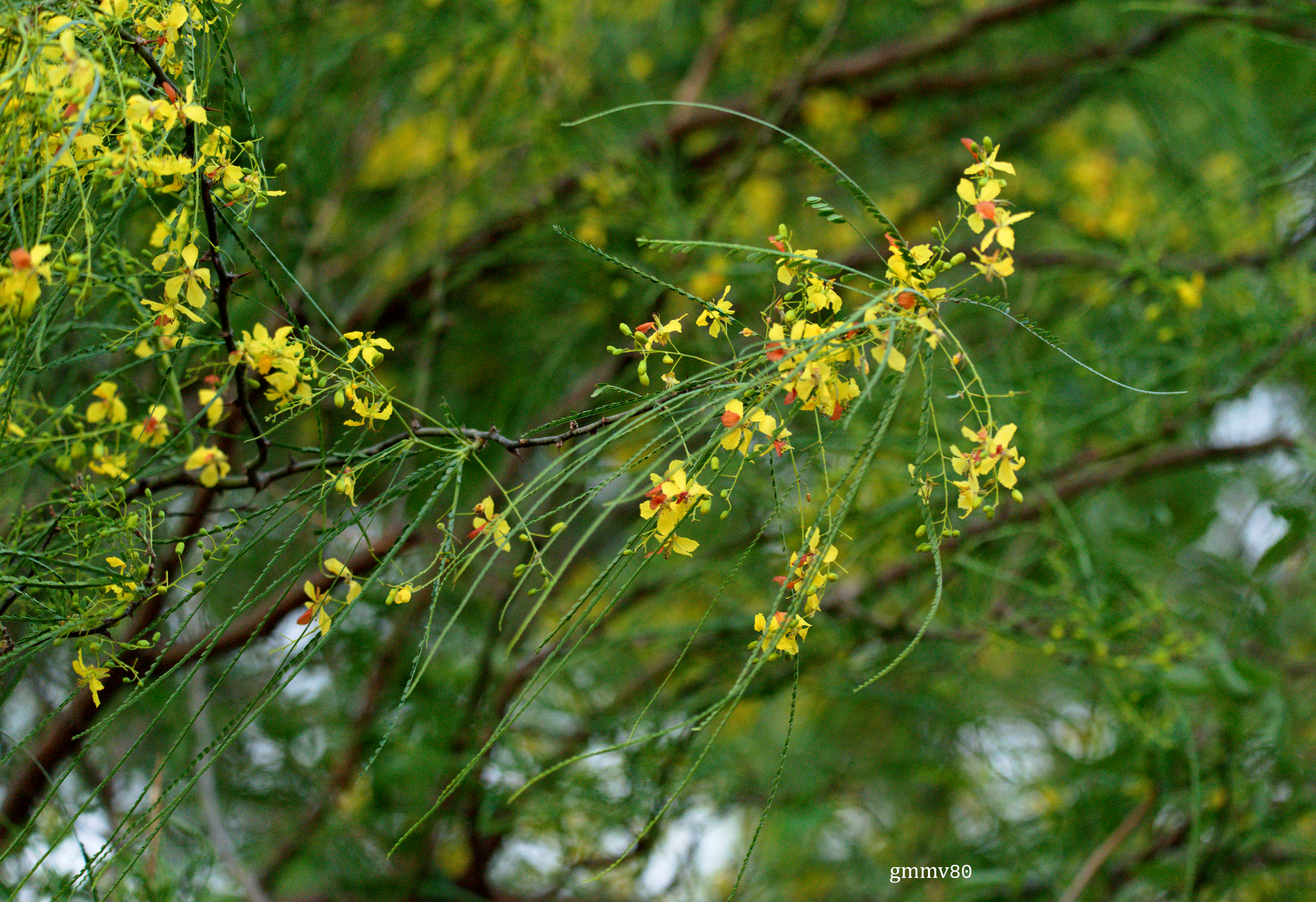
Parkinsonia aculeata en las afueras de Mariscal Estigarribia, Chaco paraguayo.

- cascol, virundera (en Perú).[14]
- junco marino (en Cuba).[14]